# 2012年加利福尼亞州38號提案
38號提案（英語：Proposition 38，專有名詞縮寫），是美國加利福尼亞州於2012年11月6日提出的一次公投，提案訴求新增政府稅收項目用於學齡前兒童（early education）與義務教育（K-12）經費補助。